# Davanzati

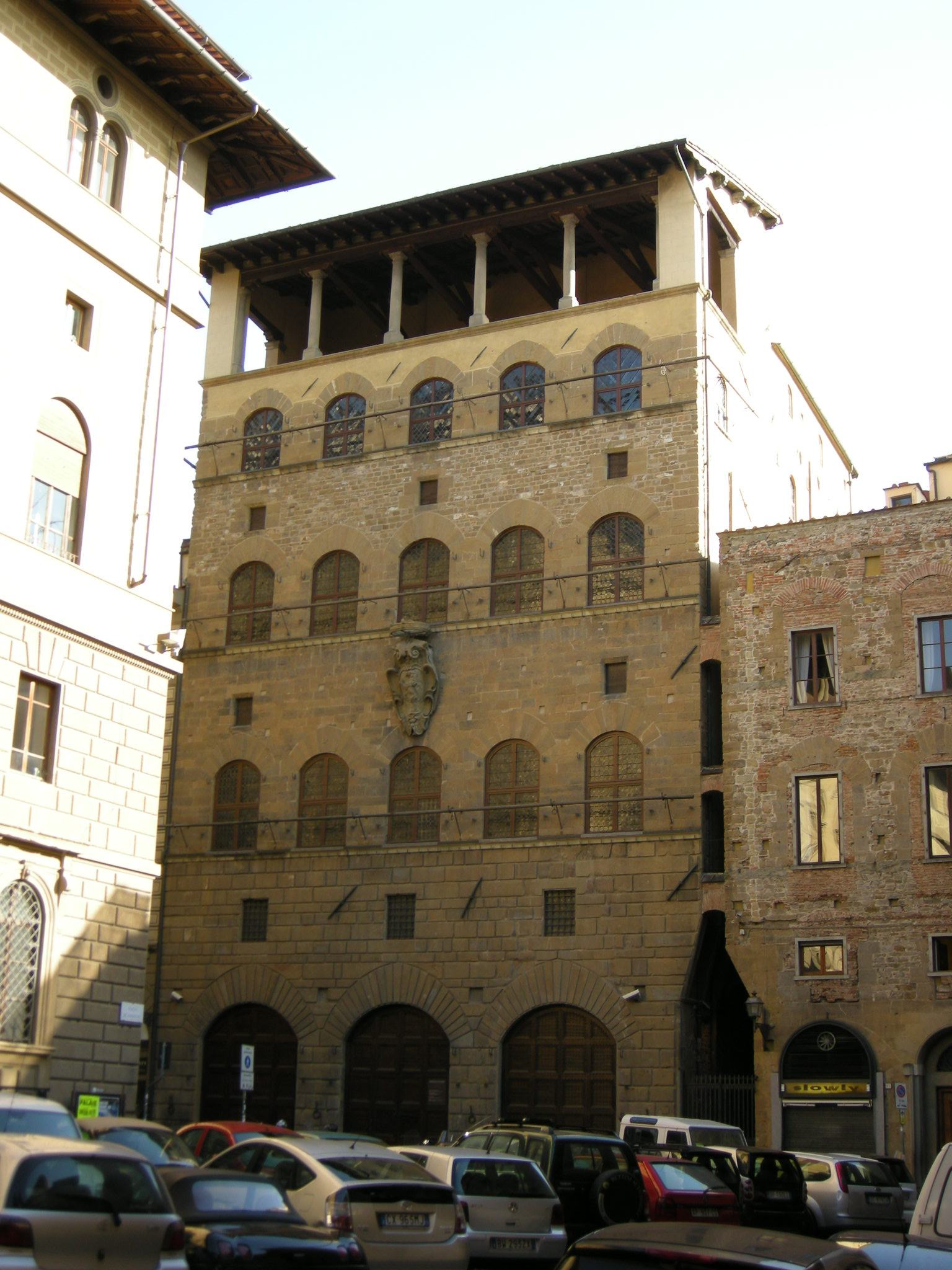
Palazzo Davanzati, Firenze

I Davanzati furono una famiglia patrizia di Firenze.

## Storia familiare
La famiglia si inurbò a Firenze sul finire del XII secolo come Bostichi: sono citati in un documento a proposito di una donazione di beni di loro proprietà nei pressi di Pelago ai monaci vallombrosani. A Firenze infatti erano nel popolo della chiesa vallombrosana di Santa Trinita, dove avevano la loro cappella. Dai Bostichi si dovette differenziare un ramo "di Davanzato", che poi assunse il doppio cognome Davanzati Bostichi e poi solo Davanzati. Le loro case si trovavano in via di Porta Rossa, prima locate e poi gradualmente acquistate, vicino a quel palazzo dei Davizzi, che solo secoli dopo sarà loro e che oggi è appunto noto come palazzo Davanzati.
Il loro nome è infatti oggi noto soprattutto per quell'edificio, sede di un museo statale fiorentino, sebbene a dare l'aspetto a tale edificio furono soprattutto i proprietari precedenti (i Davizzi) e successivi (l'antiquario Elia Volpi). Fu il letterato Bernardo Davanzati ad acquistarlo nel 1576 dai Bartolini Salimbeni e farne la sua residenza, il cui scrisse alcune sue famose traduzioni e trattati di argomento finanziario e agronomico. Uomo di lettere, in particolare poeta, fu anche Chiaro Davanzati, che partecipò alla battaglia di Montaperti e scrisse alcune rime. 
La stabilità familiare si basava sulla pratica del cambio (attività bancaria), ed ebbero filiali della loro impresa familiare fino a Lione. Ebbero alcune proprietà nel contado: una villa si trovava a Montughi, nell'edificio che diverrà il Museo Stibbert.
Ebbero inoltre due beati: Davanzato Davanzati compì miracoli nel Duecento, e Diana Davanzati fu monaca dei Servi di Maria nel Trecento.
Nel periodo mediceo ebbero rapporti alternanti con la casata in ascesa: Anton Francesco Davanzati fu tra i fuorusciti che vennero cacciati dopo la ripresa medicea della città con l'assedio del 1529-1530, ma in seguito si riappacificarono con i Medici, ormai già regnanti. Poterono tornare in città, compreso il fanciullo Bernardo, figlio proprio di Anton Francesco.
La casata si interruppe bruscamente il 22 marzo 1838 quando Carlo si gettò dalla loggia del palazzo di famiglia: pare non per debiti ma per le pene d'amore.

## Stemma
D'azzurro, al leone rampante d'oro con la lingua e le unghie rosse.